# Georges Ier Rákóczi
Pour les articles homonymes, voir Georges Ier.
Georges Ier Rákóczi (en hongrois : I. Rákóczi György) est prince de Transylvanie de 1630 à 1648.

## Biographie
Fils de l'éphémère prince Sigismond II Rákóczi, il naît le 8 juin 1593. Après avoir participé aux combats du prince Gabriel II Bethlen il devient prince de Transylvanie le 1er décembre 1630, au détriment d'Étienne III Bethlen le frère de ce dernier, grâce à l'appui de Catherine de Brandebourg la veuve de Gabriel II Bethlen.
Il combat d'abord victorieusement les turcs de Buda qu'il défait en octobre 1636. Favorable au protestantisme il intervient ensuite dans la guerre de Trente Ans aux côtés de la Suède et de la France contre l'empereur Ferdinand III de Habsbourg. Par la paix séparée de Linz en 1645 il obtient la liberté de culte pour les protestants de la Hongrie royale contrôlée par l'empereur, ainsi que la cession de sept comtés du nord-ouest du pays. Il fait désigner comme successeur son fils aîné et meurt le 11 octobre 1648.
Il avait fait construire à Eperjes une belle demeure qui porte toujours son nom, le Palais Rákóczi. Cette maison fut le lieu de signature de la Paix de Prešov (Eperjesi béke en hongrois) le 28 septembre 1633, conclue entre lui, prince de Transylvanie, et Ferdinand II, empereur du Saint Empire.

## Union et postérité
Georges Ier Rákóczi avait épousé Zsuzsanna Lorántffy dont il eut : 
- Georges II Rákóczy prince de Transylvanie ;
- Sigismond Rákóczi, prétendant au trône de Pologne en 1647 et 1648, mort le 4 février 1652.
- Notices d'autorité :   - VIAF
  - ISNI
  - IdRef
  - LCCN
  - GND
  - Pays-Bas
  - Pologne
  - NUKAT
  - Vatican
  - Tchéquie
  - WorldCat